# إيفان سيلفستر رودريغوس
إيفان سيلفستر رودريغوس هو ممثل هندي، ولد في 23 نوفمبر 1968 بمومباي في الهند.

## أعمال

### أفلام
- (2016) جاغا جاسوس

## وصلات خارجية
- إيفان سيلفستر رودريغوس على موقع IMDb (الإنجليزية)